# Raná (potok)
Raná je levostranný přítok říčky Žejbro v okrese Chrudim v Pardubickém kraji. Délka toku činí 9,2 km. Plocha povodí měří 19,8 km². V některých částech je označována též názvem Kladenský potok či Vojtěchovský potok. 

## Průběh toku
Potok pramení západně od Dědové v nadmořské výšce okolo 670 m. Na horním toku se klikatí převážně severním směrem z větší části zalesněným údolím. Po opuštění lesa, severozápadně od Kladna, podtéká silnici I/34 spojující Hlinsko s Poličkou. Mezi pátým a šestým říčním kilometrem protéká Vojtěchovem, kde se obloukem stáčí na severozápad. V tomto úseku je přes potok vedena železniční trať č. 238. Zhruba na pátém říčním kilometru se obrací na sever a protéká Ranou. Pod obcí se tok postupně stáčí na severovýchod. Mezi druhým a třetím říčním kilometrem proudí napřímeným korytem přes Oldřetice. Na západním okraji vesnice protéká potok opět pod železniční tratí č. 238. Pod Oldřeticemi přijímá zprava Dolský potok. Na dolním toku, přibližně jeden kilometr od ústí, teče Radčicemi. Zde přibírá zprava Kotelský potok. Pod Radčicemi vede přes údolí potoka železniční trať č. 261. Do Žejbra se Raná vlévá ve Žďárci u Skutče, na 22,3 říčním kilometru, v nadmořské výšce okolo 415 m.

### Větší přítoky
- Dolský potok, zprava, ř. km 1,9
- Kotelský potok, zprava, ř. km 1,1